# Cornelia Otis Skinner
Cornelia Otis Skinner (Chicago, 30 maggio 1899 – New York, 9 luglio 1979) è stata un'attrice e scrittrice statunitense.

## Biografia
Figlia d'arte, i suoi genitori erano Otis Skinner e Maud Durbin, celebri interpreti teatrali. Dopo aver frequentato la Baldwin School e il Bryn Mawr College in Pennsylvania, e aver studiato teatro alla Sorbona di Parigi, iniziò la sua carriera sul palcoscenico nel 1921. Apparve in diverse opere teatrali prima di intraprendere un tour nazionale dal 1926 al 1929 durante il quale si esibì in monologhi da lei stessa scritti. Divenne celebre come autrice di monologhi basati sulla vita di personaggi storici, come Enrico VIII, l'imperatrice Caterina I di Russia e Carlo II, e scrisse numerosi brevi pezzi umoristici, destinati alla pubblicazione sui giornali e in una serie di libri.
Con la giornalista Emily Kimbrough, scrisse Our Hearts Were Young and Gay, un'opera di ispirazione autobiografica in cui rievocò il periodo spensierato del tour teatrale europeo intrapreso dopo il college. Le due autrici lavorarono a Hollywood come consulenti alla versione cinematografica del libro, realizzata nel 1944 e diretta da Lewis Allen, in cui Gail Russell interpretò il ruolo della Skinner, e Diana Lynn quello della Kimbrough.
Nel 1952 portò in anteprima a Broadway il suo one-woman show intitolato Paris '90, con musica e testi di Kay Swift. Tra le altre sue opere, da ricordare Madame Sarah, una biografia di Sarah Bernhardt, e Elegant Wits e Grand Horizontals, ambientato nella Belle Époque. Durante la sua carriera, apparve come attrice anche in alcuni film, come il noir La casa sulla scogliera (1944), il dramma L'altalena di velluto rosso (1955) e Un uomo a nudo (1968). Recitò inoltre con Orson Welles nella serie radiofonica The Campbell Playhouse, nell'episodio American Cavalcade: The Things We Have (1939).

## Filmografia

### Cinema
- Kismet, regia di Louis J. Gasnier (1920)
- La taverna delle stelle (Stage Door Canteen), regia di Frank Borzage (1943)
- La casa sulla scogliera (The Uninvited), regia di Lewis Allen (1944)
- L'altalena di velluto rosso (The Girl in the Red Velvet Swing), regia di Richard Fleischer (1955)
- Un uomo a nudo (The Swimmer), regia di Frank Perry (1968)

### Televisione
- Max Liebman Presents: Dearest Enemy, regia di Max Liebman – film TV (1955)
- The Alcoa Hour – serie TV, episodio 2x05 (1956)
- The Farmer's Daughter – serie TV, 1 episodio (1962)
- Theatre '62 – serie TV, 1 episodio (1962)
- NET Playhouse – serie TV, 1 episodio (1970)

## Doppiatrici italiane
- Giovanna Scotto in La casa sulla scogliera
- Tina Lattanzi in L'altalena di velluto rosso